# Marciho jaskyňa
Marciho jaskyňa – jaskinia krasowa w Krasie Słowacko-Węgierskim, na Słowacji.

## Położenie
Leży na Płaskowyżu Borczańskim (słow. Bôrčanská planina). Jej otwór wejściowy znajduje się na wysokości 859 m n.p.m. w zboczu niewielkiego, skalistego wzniesienia (Ostrý kopec, 883 m n.p.m.), w zamknięciu dolinki opadającej ku północnemu wschodowi (Šajbová dolina).

## Geologia, morfologia
Powstała w specyficznych skałach wapiennych budujących północny skraj tutejszego krasu i zaliczanych do tzw. pokrywy Bôrki. Jest starą jaskinią pochodzenia fluwiokrasowego, wymytą wodami dawnego toku wodnego, płynącego na poziomie dzisiejszego płaskowyżu zanim jeszcze powstała jego obecna rzeźba. Posiada zwietrzałą szatę naciekową (stalaktyty, stalagmity, kaskady naciekowe itp.). Długość korytarzy wynosi 160 m.

## Historia
Jaskinia znana jest od dawna. Była wykorzystywana przez partyzantów w czasie II wojny światowej.

## Ochrona przyrody
Jaskinia leży na obszarze Parku Narodowego Kras Słowacki, na terenie rezerwatu przyrody Havrania skala. Od 1995 r. jest dodatkowo chroniona jako pomnik przyrody (słow. prírodná pamiatka).

## Turystyka
Jaskinia leży w niewielkiej odległości od zielono znakowanego szlaku turystycznego z Zadzielskiej Doliny na Osadník (1186 m n.p.m.) w Górach Wołowskich, jednak nie jest udostępniona do zwiedzania.